# سیرو ژینسترا
سیرو ژینسترا (انگلیسی: Ciro Ginestra؛ زادهٔ ۳ اوت ۱۹۷۸) بازیکن فوتبال اهل ایتالیا است.
از باشگاه‌هایی که در آن بازی کرده‌است می‌توان به باشگاه فوتبال پروجا، باشگاه فوتبال سورنتو کالچو، باشگاه فوتبال مودنا، باشگاه فوتبال اسپال، باشگاه فوتبال فروزینونه، باشگاه فوتبال سالرنیتانا، باشگاه فوتبال ونتزیا، باشگاه فوتبال روبور سیه‌نا، باشگاه فوتبال پادوا، باشگاه فوتبال کروتونه، باشگاه فوتبال پیستویزه، و باشگاه فوتبال ترنانا اشاره کرد.
وی همچنین در تیم ملی فوتبال زیر ۲۱ سال ایتالیا بازی کرده‌است.